# Mutasiva
Mutasiva d'Anuradhapura fou rei del Regne d'Anuradhapura (a Sinhala) del 367 al 307 aC.
Va pujar al tron succeint al seu pare Pandukabhaya. Fou luxuriós i no va governar amb l'energia del seu pare, però el seu regnat fou una època de pau, tal com ho havia estat el del seu pare. L'únic fet que se li coneix és la creació del parc reial amb fruiters i flors anomenat Mahamevnāwa; quan s'estava creant el parc, hi va haver unes pluges torrencials fora de temps que es van considerar un bon auguri i per això se li va donar aquest nom (que provindria de "maha (=fort) megha (=pluges)".
Va residir a Anuradhapura i va tenir dotze fills i dues filles. A la seva mort després d'un llarg regnat de 60 anys, fou succeït pel seu segon fill Devanampiya Tissa, descrit al Mahavansa com el més virtuós i intel·ligent de tots els fills de Mutasiva.